# مقاطعة بانفيلوف (قرغيزستان)
بانفيلوف هي منطقة رايون في منطقة تشوي في شمال قرغيزستان. مساحتها 2,606 كيلومتر مربع (1,006 ميل2)، بلغ عدد سكانها (41754) في عام 2009. تقع العاصمة في كايينجي (كايندي). تغطي المنطقة الجزء الغربي الأقصى من منطقة تشوي، وهي منطقة جبلية تفصلها مقاطعة جايل عن بقية مقاطعة بانفيلوف.

## المجتمعات الريفية والقرى
وإجمالاً، تشمل مقاطعة بانفيلوف مدينة واحدة و20 مستوطنة في 6 مجتمعات ريفية (أييل أوكموتس). ويشمل كل مجتمع ريفي قرية واحدة أو عدة قرى. وفيما يلي المجتمعات والمستوطنات الريفية في مقاطعة بانفيلوف:
- مدينة كايندي
- فوزنيسنفكا أييل أوكموتو (3: مركز - قرية: فوزنيسنفكا؛ وكذلك قرى أوتو-كايرما وإركين ساي)
- كوربولدوك أييل أوكموتو (3: مركز - قرية: كوربولدوك؛ وكذلك قريتا إيميني كيروفا وروفانوي)
- أورتويف أييل أوكموتو (3: مركز - قرية: آميني تيلمانا؛ وكذلك قريتا بوكارا وكوم-أريك)
- كوراما أييل أوكموتو (4: مركز - قرية: بانفيلوفسكوي؛ وكذلك قرى جايلما وأوتو-اريك وإيفيرونوس)
- فرونزي أييل أوكموتو (3: مركز - قرية: شالديبار؛ وكذلك قرى تشولوك- اريك وشورغولو)
- شالديبار أييل أوكموتو (4: مركز - قرية: بيرفومايسكوي؛ وكذلك قرى أوزرنوي، أوكتيابرسكوي وأويروندو)